# Jocs Asiàtics de 1954
Els Jocs Asiàtics de 1954 es van celebrar de l'1 de maig al 9 de maig de 1954 a Manila, Filipines.
Foren inaugurats pel president de les Filipines Ramon Magsaysay davant de 20.000 espectadors a l'estadi Rizal Memorial de Manila. A petició del COI, el relleu de la torxa i l'encesa de la flama foren exclosos per tal de preservar la tradició dels Jocs Olímpics. La cerimònia de la torxa retornà a la següent edició el 1958. No obstant això, es donà una solució que consistí a citar el darrer atleta en entrar a l'estadi.

## Esports
- - Atletisme
  - Esports aquàtics (Natació i Salts)
  - Basquetbol
  - Boxa
  - Futbol
  - Tir olímpic
  - Halterofília
  - Lluita
- El ciclisme sortí dels Jocs.
- Boxa, tir olímpic i lluita entraren als Jocs.

## Comitès Participants
Comitès Olímpics Nacionals (CONs) anomenats segons el seu nom a la llista de codis del COI del moment.
|  | - Afghanistan (17) - Burma (34) - Cambodja (12) - Ceylon (6) - Xina (140) - Hong Kong - Índia (69) | - Indonèsia (85) - Israel (4) - Iran (1) - Japó (160) - Corea (52) - Federació Malaia (9) - Borneo del Nord (3) | - Pakistan (46) - Filipines (166) - Singapur (54) - Tailàndia (19) - Vietnam (165) |

## Medaller
| Posició | País      | Or | Argent | Bronze | Total |
| 1       | Japó      | 38 | 36     | 24     | 98    |
| 2       | Filipines | 14 | 14     | 17     | 45    |
| 3       | Corea     | 8  | 6      | 5      | 19    |
| 4       | Pakistan  | 4  | 5      | 0      | 9     |
| 5       | Índia     | 4  | 4      | 5      | 13    |
| 6       | Xina      | 2  | 4      | 6      | 12    |
| 7       | Israel    | 2  | 1      | 1      | 4     |
| 8       | Burma     | 2  | 0      | 2      | 4     |
| 9       | Singapur  | 1  | 3      | 4      | 8     |
| 10      | Ceylon    | 0  | 1      | 1      | 2     |
| 11      | Indonèsia | 0  | 0      | 3      | 3     |
| 12      | Hong Kong | 0  | 0      | 1      | 1     |
| Total   | Total     | 75 | 73     | 69     | 218   |